# Terry Evans (Musiker)
Terry Lee Evans (* 14. August 1937 in Vicksburg, Mississippi; † 20. Januar 2018) war ein US-amerikanischer Blues-Sänger, Gitarrist und Songwriter. Er spielt Gitarre und war Background-Sänger für Lowell Fulson, ZZ Hill und BB King. 2013 war er mit Hans Theessink für den Amadeus Austrian Music Award in der Kategorie Jazz/World/Blues nominiert.

## Diskografie
Alben
- 1988: Bobby King & Terry Evans - Live and Let Live!, Rounder Records
- 1990: Bobby King & Terry Evans - Rhythm, Blues, Soul & Grooves, Special Delivery
- 1993: Blues for Thought, Pointblank
- 1995: Puttin’ It Down, AudioQuest Music
- 1997: Come to the River, AudioQuest Music
- 2000: Walk That Walk, Telarc
- 2001: Mississippi Magic, AudioQuest Music
- 2003: Live Like A Hurricane, AudioQuest Music
- 2005: Fire in the Feeling, Crosscut
- 2008: Hans Theessink & Terry Evans - Visions, Blue Groove
- 2012: Hans Theessink & Terry Evans feat. Ry Cooder - Delta Time, Blue Groove

Singles und EPs
- 1963: So Nice to Be Loved / Just 'Cause, Kayo Records
- 1988: Bobby King & Terry Evans - At the Dark End of the Street, Munich Records
- 1988: Bobby King & Terry Evans - Seeing Is Believing, Marat Records
- 1988: Bobby King & Terry Evans - Saturday Night, Amalthea Records